# Az erekció napja
Az erekció napja (Erection Day) a South Park című rajzfilmsorozat 132. része (a 9. évad 7. epizódja). Az Amerikai Egyesült Államokban 2005. április 10-én, Magyarországon pedig 2007. augusztus 14-én mutatták be.

## Cselekmény
|  | Alább a cselekmény részletei következnek! |

Jimmy nehéz helyzetbe kerül, mert átéli élete első erekcióját, emiatt fél fellépni az iskolai tehetségkutató versenyen, mert attól tart, hogy majd mindenki előtt megszégyenül. Tanácsot kér Butterstől, aki meglepően tájékozott és a maga módján, a saját szavaival felvilágosítja Jimmyt. Jimmy úgy dönt, még a verseny előtt le kell feküdnie valakivel, ezért vacsorázni hív az iskolából egy lányt (Cartman rádión keresztül utasítja Jimmyt, mit mondjon, utalva A randiguru című filmre), de a terv nem jár sikerrel. Barbrady felügyelő, aki megsajnálja az iskola előtt búslakodó Jimmyt, akaratlanul azt javasolja neki, keresse fel a helyi piroslámpás negyedet.
Mialatt a tehetségkutatón több gyenge produkció is elhangzik (például Butters előadása, aki elfelejti a dalszövegét, ezért zavarában bepisil vagy a darkos srácok bandájának fellépése) Jimmy a piroslámpás negyedben találkozik egy túlsúlyos nemibeteg prostituálttal, Makk Marcsival, majd – hogy udvaroljon neki - naivan egy étterembe viszi. Hirtelen azonban felbukkan a nő futtatója, aki árulással vádolja meg, majd elvonszolja Jimmy választottját. Egy bizarr autós üldözési jelenetet követően Jimmy viccek segítségével eltereli a dühödt férfi figyelmét, ezt kihasználva a prostituált hátulról leüti egy vascsővel. Jimmy ezután a közeli motelbe viszi a nőt, miközben a sorfalat álló utcalányok meghatódva tapsolnak. Jimmynek még épp idejében sikerül visszaérnie a versenyre, ahol belekezd műsorába – de ekkor újabb erekciója támad.

## Utalások
- Amikor Jimmy elképzeli, hogy mindenki rajta nevet, a kaleidoszkóp-szerű kameranézet utalás a Carrie című filmre.
- Az utolsó jelenet (melyben Jimmy beviszi a hotelszobába a prostituáltat), az 1982-es Garni-zóna című film paródiája.
- Cartman A sebhelyesarcú című 1983-as filmből ad elő egy jelenetet, Tony Montanának, a film főszereplőjének öltözve.

## Érdekességek
- Habár Isaac Hayes a kilencedik évad során utoljára a Hulljon a férges hippije! című részben kölcsönözte Séf bácsinak a hangját, ebben az epizódban ő Makk Marcsi futtatójának az eredeti hangja.